# Vladimir Jugović
Vladimir Jugović (en serbi:Владимир Југовић) (Milutovac, 30 d'agost de 1969) és un exfutbolista serbi, que ocupava la posició de migcampista atacant.
Al llarg de la seua carrera va militar a diversos clubs iugoslaus, austríacs, espanyols i italians. Va guanyar la Copa d'Europa en dues ocasions, amb l'Estrella Roja de Belgrad i amb la Juventus FC. Amb els blanc-i-negres va marcar a la final davant l'Ajax.
Va romandre bona part de la seua trajectòria a Itàlia, on va militar a la UC Sampdoria, Juventus, SS Lazio i Inter de Milà, amb una temporada a l'Atlètic de Madrid en mig. Després de ser cedit a l'AS Monaco, finalitza la seua carrera a equips d'Àustria.
Va ser internacional amb l'antiga selecció iugoslava i amb la posterior de Sèrbia i Montenegro. Amb aquesta darrera hi va participar en el Mundial de 1998 i a l'Eurocopa del 2000.